# 臼井博
臼井 博（うすい ひろし、1948年（昭和23年） - ）は、日本の心理学者。専門は、発達心理学・教育心理学。北海道教育大学名誉教授、札幌学院大学元教授。

## 略歴
北海道教育大学教育学部卒業。1976年（昭和51年）北海道大学大学院教育研究科博士課程中退。北海道教育大学札幌校教育学部講師、同教育学部助教授、同教育学部教授。2010年（平成22年）北海道教育大学札幌校教育学部を停年退官。同名誉教授。札幌学院大学人文学部教授。2017年（平成29年）札幌学院大学定年退職。同人文学部非常勤講師（2018年まで）。
2006年から2017年まで札幌市教育委員。

## 受賞歴
- 1975年（昭和50年）第9回城戸奨励賞受賞
- 2016年（平成28年）文部科学省地方教育行政功労者表彰

## 研究
認知的熟慮性や学校経験が子供に及ぼす影響などを研究

## 著書
- 『乳幼児の心理学（ベーシック現代心理学2）』（有斐閣, 1991年）
- 『アメリカの学校文化日本の学校文化 : 学びのコミュニティの創造』（金子書房, 2001年）